# Pituophis catenifer
La serpiente "gopher del Pacífico" (Pituophis catenifer) es una especie de serpiente no venenosa de la familia Colubridae propia de los Estados Unidos y de México. Existen una decena de subespecies.